# Nuckelavee

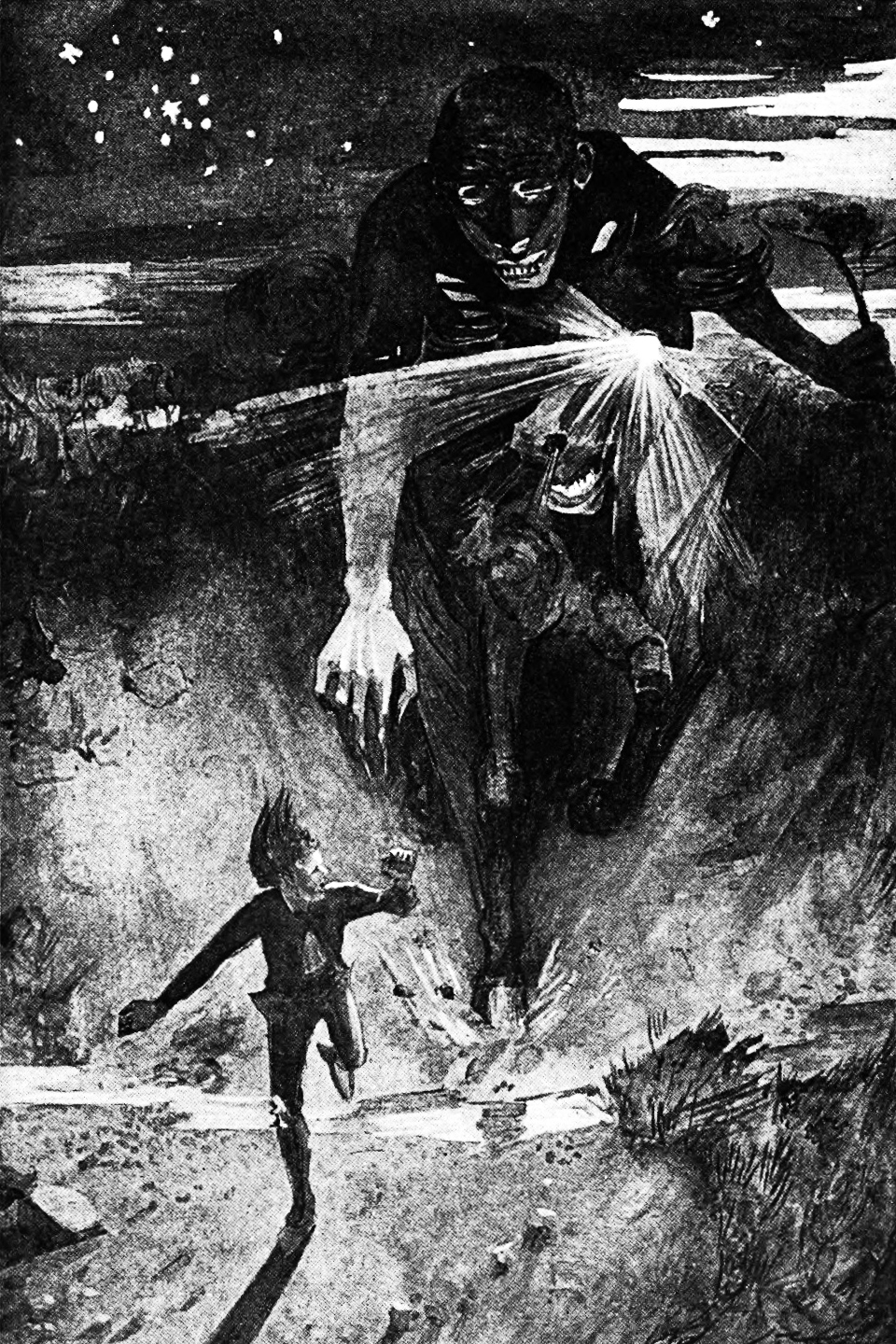
Illustrazione di un nuckelavee (in Scottish Fairy and Folk Tales, 1901).

Il nuckelavee è una creatura della mitologia celtica, un demone oscuro famoso per il suo aspetto orripilante.

## Nel mito
Nel mito viene descritto come un essere che vive nel mare della Scozia presso le isole Orcadi. La testa è molto più grande di quella di un essere umano (circa 10 volte); possiede un solo occhio avvolto da una fiamma rossa, ha la bocca simile a quella di un maiale e le braccia possenti; inoltre, il suo fiato è velenoso. Il corpo è quello di un cavallo, con un busto umano attaccato sulla schiena. Un'altra sua importante caratteristica è quella di non avere pelle, quindi sono visibili le vene gialle in cui scorre sangue nero ed i muscoli.
Il nuckelavee prova repulsione per le correnti d'acqua dolce e coloro che vengono inseguiti devono attraversare un semplice ruscello per sbarazzarsene. Il nuckelavee inoltre si infuria davanti a un rogo di alghe che genera varecchi, ceneri ricche di soda caustica: in questo caso l'unico capace di fermarlo è il Mither o'the Sea, un altro essere della mitologia celtica delle Orcadi.